# Episodi di Giorno per giorno (serie televisiva 1975) (prima stagione)
La prima stagione della serie televisiva Giorno per giorno, composta da 15 episodi, è stata trasmessa negli Stati Uniti sul canale CBS dal 16 dicembre 1975 al 30 marzo 1976.
| n° | Titolo originale              | Titolo italiano | Prima TV USA     | Prima TV Italia |
| -- | ----------------------------- | --------------- | ---------------- | --------------- |
| 1  | Ann's Decision                |                 | 16 dicembre 1975 |                 |
| 2  | Chicago Rendezvous            |                 | 23 dicembre 1975 |                 |
| 3  | Jealousy                      |                 | 30 dicembre 1975 |                 |
| 4  | How to Succeed Without Trying |                 | 6 gennaio 1976   |                 |
| 5  | David Loves Ann               |                 | 13 gennaio 1976  |                 |
| 6  | Julie's Best Friend           |                 | 20 gennaio 1976  |                 |
| 7  | Super Blues                   |                 | 27 gennaio 1976  |                 |
| 8  | All the Way                   |                 | 10 febbraio 1976 |                 |
| 9  | Fighting City Hall            |                 | 17 febbraio 1976 |                 |
| 10 | David Plus Two                |                 | 24 febbraio 1976 |                 |
| 11 | Julie's Job                   |                 | 2 marzo 1976     |                 |
| 12 | The College Man               |                 | 9 marzo 1976     |                 |
| 13 | Father David                  |                 | 16 marzo 1976    |                 |
| 14 | Dad Comes Back (Part 1)       |                 | 23 marzo 1976    |                 |
| 15 | Dad Comes Back (Part 2)       |                 | 30 marzo 1976    |                 |